# 一夜長大
『一夜長大』（イーイェチャンダー、ピン音: Yí Yè Zhǎng Dà ）は、マレーシア出身の歌手、梁静茹（フィッシュ・リョン）のデビューアルバム。
台湾で1999年9月17日に発売された。
日本版は製作・発売されていない。

## 解説
- このアルバムのみ、英語名がFish LeongではなくJasmine Leong名義でリリースされている。
- アルバムがリリースされた直後の9月21日に、台湾で921大地震が発生したために宣伝活動は殆ど出来なかった。[1]

## 収録曲
1. 對不起 我愛你 （Sorry, I love you）
作詞:潘協慶+李宗盛、作曲:潘協慶、編曲:洪敬堯
2. 一夜長大 （Growing Up）
作詞:李宗盛、作曲:許華強、編曲:梁伯君
3. 彩虹 （Rainbow）
作詞:五月天阿信、作曲:五月天阿信+梁伯君、編曲:梁伯君
4. 迷路 （Lost）
作詞:李静文、作曲:張盛徳、編曲:梁伯君
5. 快樂一整天 （Happy for the day）
作詞:汪佩蓉、作曲:林揮斌、編曲:林揮斌
6. 只能抱著妳[2] （I could only embrace you）
作詞:瑞業、作曲:光良、編曲:梁伯君
  - 光良（マイケル・ウォン）とのデュエット曲
7. 轉圏圏 （Go round and round）
作詞:余致明、作曲:戚小戀、編曲:梁伯君
8. 純情豔陽天 （Those Innocent Sunny Days）
作詞:李宗盛、作曲:陳建良、編曲:Mac Chew
9. 橡皮筋 （Rubber Band）
作詞:彭學斌、作曲:彭學斌、編曲:Mac Chew
10. 紙條 （A Slip of Paper）
作詞:姚若龍、作曲:張玫潔、編曲:Mac Chew+Jenny Chin